# Powiat Świdnicki (Woiwodschaft Lublin)
Der Powiat Świdnicki ist ein Powiat (Kreis) in der polnischen Woiwodschaft Lublin. Der Powiat hat eine Fläche von 468,97 km², auf der etwa 72.500 Einwohner leben.

## Gemeinden
Der Powiat umfasst fünf Gemeinden, davon eine Stadtgemeinde, eine Stadt-und-Land-Gemeinde und drei Landgemeinden.

### Stadtgemeinde
- Świdnik

### Stadt-und-Land-Gemeinde
- Piaski

### Landgemeinden
- Mełgiew
- Rybczewice
- Trawniki